# Oscar Peterson
Oscar Emmanuel Peterson (n. 15 august 1925, Montreal, Canada – d. 23 decembrie 2007, Mississauga, Canada) a fost un pianist și compozitor de jazz canadian.
Oscar Peterson a fost considerat de către unii critici muzicali ca fiind printre cei mai buni pianiști ai lumii A cântat în fața publicului din întreaga lume mai bine de
50 de ani. 
Acopilărit în Montreal și a studiat pianul clasic.

## Aprecieri și citate
„Oscar Peterson is a mother fucking piano player! (Oscar Peterson este un pianist dat dracului!)” Ray Charles, în Martin Scorsese Presents the Blues - Piano Blues (2003)
„Apart from perhaps [jazz pianist] Art Tatum, there has been no one in the history of jazz that has come close to his performance level and his dedication to the music. (În afară de [pianistul de jazz] Art Tatum, nu se află nimeni în istoria jazzului care să fi ajuns atât de aproape de nivelul său de performanță și dedicarea sa într-ale muzicii)”
Joe Sealy, compozitor și pianist.
„The orld has lost the world's greatest jazz player. (Lumea a pierdut cel mai mare interpret de jazz)” Hazel McCallion, primarul orașului Mississauga, Ontario.
„[After his stroke] he came back and for the most part was playing with one hand... What he was able to achieve, playing with half of what most other pianists had, he was still light years ahead of every one else. ([După comoția cerebrală] a revenit, cântând în bună parte cu o singură mână... Ceea ce putea el să realizeze, cântând cu jumătate din mijloacele pe care alți pianiști le aveau, îl situa încă la o distanță imensă față de oricine altcineva)” Ross Porter, realizator de emisiuni de jazz la radio.
„I don't think we'll ever see another jazz musician get the amount of credit that he received over the years. He was a wonderful inspiration to myself and so many other young pianists. (Nu cred că vom vedea vreodată un alt muzician de jazz primind aprecierile pe care el le-a obținut de-a lungul anilor. Reprezenta o inspirație minunată pentru mine și atâția alți pianiști tineri)” Oliver Jones, pianist de jazz și prieten vechi al lui Oscar Peterson.
„I just worshipped him as a musician... he just set the standard for jazz composition, as well as his incredible ability as a piano player. (L-am venerat ca muzician... El a stabilit standardele compoziției de jazz, ca și abilitatea sa incredibilă ca pianist.” Bob Rae, fost premier al provinciei Ontario.
„He broke out of Canada. He's one of the first people. We talk of Céline Dion, and Shania Twain, and Alanis Morissette and Bryan Adams. Oscar Peterson did what they did years ago as a black person. So what he's done is incredible. (S-a făcut auzit peste hotarele Canadei. Este unul dintre primii. Noi vorbim de Céline Dion și Shania Twain și Alanis Morissette și Bryan Adams. Oscar Peterson a realizat ceea ce ei au făcut cu ani în urmă, ca persoană de culoare. Așadar, ceea ce a făcut este incredibil)” Tracy Biddle, fiica jazzmanului Charlie Biddle.
„Somebody once said that [Franz] Lizst conquered the piano and [Frédéric] Chopin seduced it. Oscar is our Lizst. (Cineva spunea odată că [Franz] Liszt a cucerit pianul, iar [Frédéric] Chopin l-a sedus. Oscar este Liszt al nostru)” Gene Lees, jurnalist canadian de jazz, textier și biograf al lui Oscar Peterson.
„I learned a lot from playing with him and it was great, what I would call on-the-job training... playing in a situation like that where you never know what's going to happen from one moment to the next. (Am învățat multe cântând alături de el și a fost minunat, e ceea ce aș numi ucenicie la locul de muncă... cântând într-o atmosferă ca aceea, în care nu știi niciodată ce se poate întâmpla dintr-un moment într-altul.” Lorne Lofsky, chitarist de jazz.